# Delta lávico

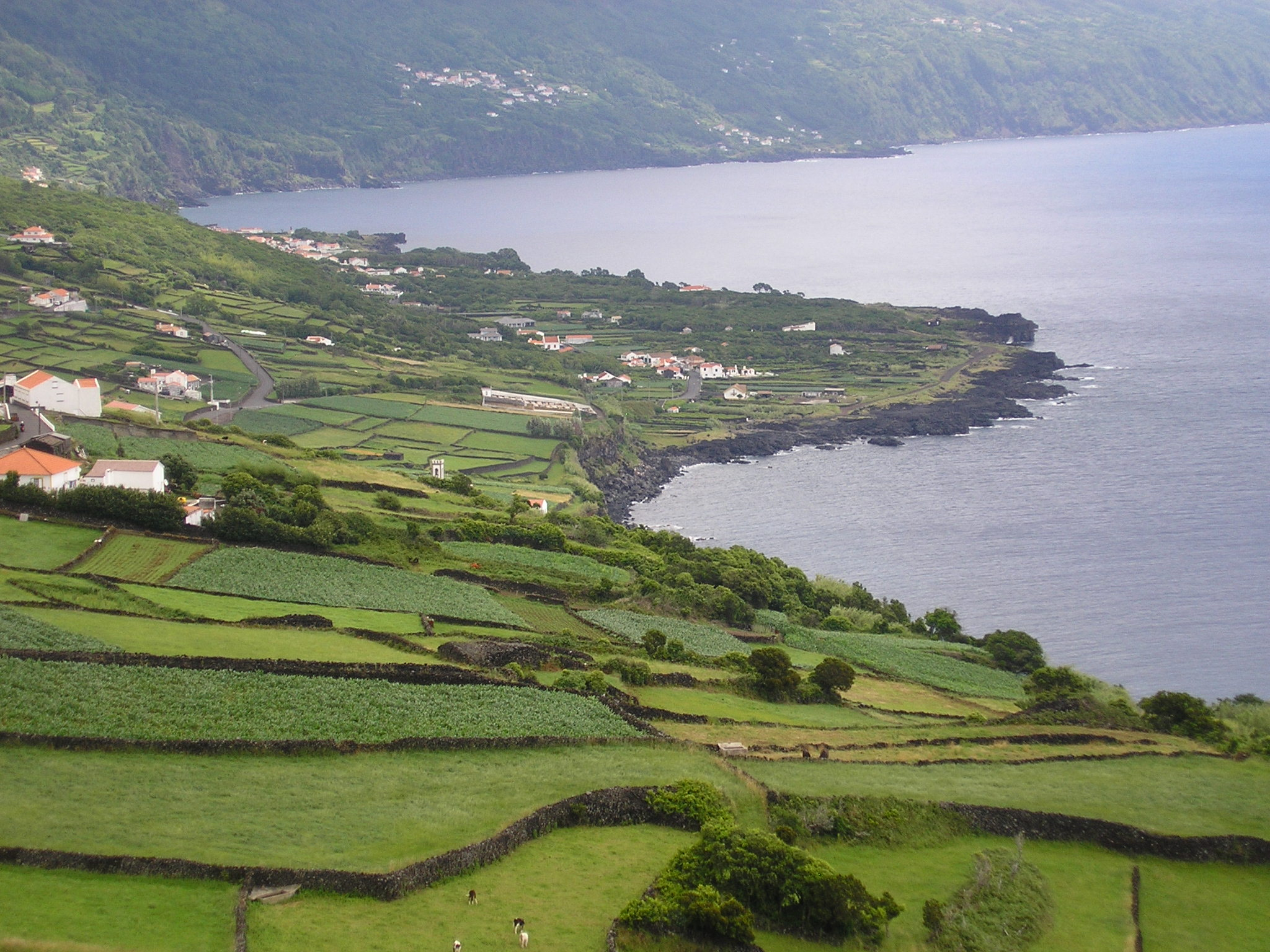
Fjá constituída por um delta lávico na Ponta dos Biscoitos, Santa Cruz das Ribeiras, ilha do Pico (Açores).

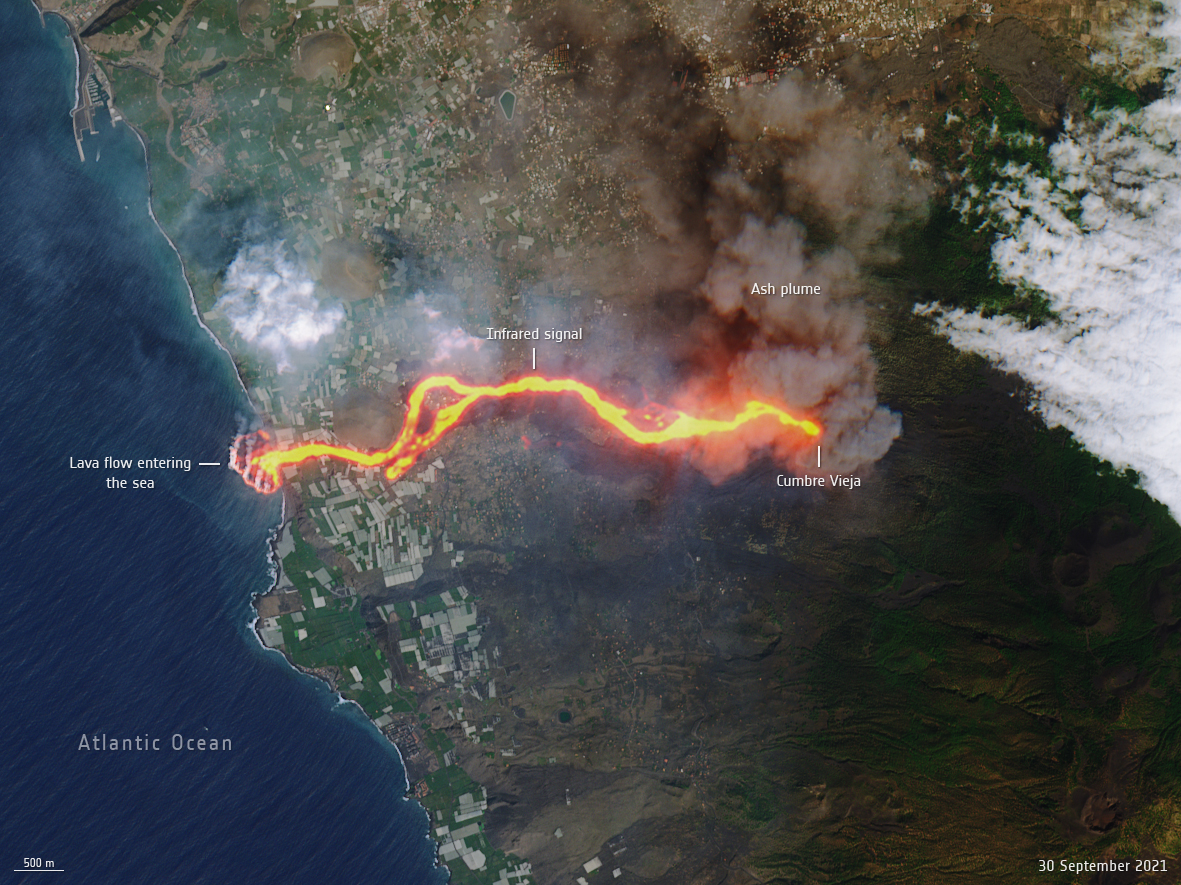
Pode-se ver o delta lávico formado pela lava corrente da erupção do vulcão Cumbre Vieja em La Palma, Ilhas Canárias, Espanha.

O delta lávico é a designação dada em vulcanologia e geomorfologia aos acidentes geográficos morfologicamente similares ao delta de um rio que se formam quando um fluxo suficientemente grande de lava subaérea entre num corpo de água.
Por outro lado, o delta vulcânico é a formação de um tipo de rachadura existente no cume do vulcão. A lava arrefece e solidifica quando encontra a água, com os fragmentos resultantes a preencher os fundos adjacentes de forma que a escoada continua a avançar para o interior da massa de água. O resultado é a criação de uma plataforma alargada e de carácter deltaico. Os deltas de lava estão geralmente associados a erupções de larga escala, do tipo efusivo, associadas ao vulcanismo basáltico.